# 여초서예관
여초서예관은 강원특별자치도 인제군에 있는 공립 박물관이다.

## 연혁
- 2013년 6월 5일 개관.